# Voyria truncata
Voyria truncata är en gentianaväxtart som först beskrevs av Paul Carpenter Standley och som fick sitt nu gällande namn av Paul Carpenter Standley och Julian Alfred Steyermark. 
Voyria truncata ingår i släktet Voyria och familjen gentianaväxter. Inga underarter finns listade i Catalogue of Life.